# Mihailo Petrović (nogometaš)
Mihailo Petrović (srbsko Mихaилo Пeтpoвић), srbski nogometaš in trener, * 18. oktober 1957, Loznica, Jugoslavija.
Petrović je večji del kariere igral v jugoslovanski ligi za klube Rad Beograd, Crvena Zvezda, Olimpija in Dinamo Zagreb. Za Olimpijo je med letoma 1979 in 1984 odigral 179 prvenstvenih tekem v prvi jugoslovanski ligi in dosegel sedem golov. Ob koncu kariere je igral tudi za Sturm Graz v avstrijski ligi.
Za jugoslovansko reprezentanco je leta 1980 odigral edino uradno tekmo.
Po končani karieri nogometaša deluje kot trener. Med letoma 1998 in 2003 je v prvi slovenski ligi vodil klube Primorje, Domžale in Olimpija. Za tem je tri leta vodil Sturm Graz, od leta 2006 pa deluje v japonski ligi, kjer je začel z vodenjem kluba Sanfrecce Hirošima, od leta 2018 do 2024 je bil glavni trener Hokaido Consadole Saporo.